# Cervantesova cena

Premio Miguel de Cervantes.

Cervantesova cena (španělsky Premio Miguel de Cervantes) je nejprestižnější španělské literární ocenění. Za celoživotní dílo ji 23. dubna, v den výročí smrti Miguela de Cervantese, uděluje španělský král. Porotě předsedá španělský ministr kultury.[zdroj?]
Ocenění vzniklo v roce 1975 a prvním oceněným byl o rok později básník Generace 27 Jorge Guillén. Ač se cena udílí ve Španělsku, může jí dostat kdokoliv, kdo píše španělsky. Cena se udílí každoročně 23. dubna v aule Univerzity v Alcalá de Henares. Cenu předává španělská královská rodina.

## Laureáti
- 2024 – Álvaro Pombo (Španělsko)
- 2023 – Luis Mateo Díez (Španělsko)

- 2022 – Rafael Cadenas (Venezuela)
- 2021 – Cristina Peri Rossi (Uruguay)
- 2020 – Francisco Brines (Španělsko)[4]
- 2019 – Joan Margarit i Consarnau (Španělsko)
- 2018 – Ida Vitaleová (Uruguay)[5]
- 2017 – Sergio Ramírez Mercado (Nikaragua)[6]
- 2016 – Eduardo Mendoza[7] (Španělsko)
- 2015 – Fernando del Paso (Mexiko)
- 2014 – Juan Goytisolo (Španělsko)
- 2013 – Elena Poniatowska (Mexiko)
- 2012 – José Manuel Caballero Bonald (Španělsko)
- 2011 – Nicanor Parra (Chile)
- 2010 – Ana María Matute (Španělsko)
- 2009 – José Emilio Pacheco (Mexiko)
- 2008 – Juan Marsé (Španělsko)
- 2007 – Juan Gelman (Argentina)
- 2006 – Antonio Gamoneda (Španělsko)
- 2005 – Sergio Pitol (Mexiko)
- 2004 – Rafael Sánchez Ferlosio (Španělsko)
- 2003 – Gonzalo Rojas (Chile)
- 2002 – José Jiménez Lozano (Španělsko)
- 2001 – Álvaro Mutis (Kolumbie)
- 2000 – Francisco Umbral (Španělsko)
- 1999 – Jorge Edwards (Chile)
- 1998 – José Hierro (Španělsko)
- 1997 – Guillermo Cabrera Infante (Kuba)
- 1996 – José García Nieto (Španělsko)
- 1995 – Camilo José Cela (Španělsko)
- 1994 – Mario Vargas Llosa (Peru)
- 1993 – Miguel Delibes (Španělsko)
- 1992 – Dulce María Loynaz (Kuba)
- 1991 – Francisco Ayala (Španělsko)
- 1990 – Adolfo Bioy Casares (Argentina)
- 1989 – Augusto Roa Bastos (Paraguay)
- 1988 – María Zambranová (Španělsko)
- 1987 – Carlos Fuentes (Mexiko)
- 1986 – Antonio Buero Vallejo (Španělsko)
- 1985 – Gonzalo Torrente Ballester (Španělsko)
- 1984 – Ernesto Sábato (Argentina)
- 1983 – Rafael Alberti (Španělsko)
- 1982 – Luis Rosales (Španělsko)
- 1981 – Octavio Paz (Mexiko)
- 1980 – Juan Carlos Onetti (Uruguay)
- 1979 – Jorge Luis Borges (Argentina) a Gerardo Diego (Španělsko)
- 1978 – Dámaso Alonso (Španělsko)
- 1977 – Alejo Carpentier (Kuba)
- 1976 – Jorge Guillén (Španělsko)